# Anoploderma breueri
Anoploderma breueri es una especie de escarabajo del género Anoploderma, familia Cerambycidae. Fue descrita por Auguste Lameere en 1912. Habita en Argentina, Bolivia, Brasil y Paraguay.